# Krywulicze
Krywulicze (biał. Крывулічы, Krywuliczy; ros. Кривуличи, Kriwuliczi) – wieś na Białorusi, w obwodzie grodzieńskim, w rejonie świsłockim, w sielsowiecie Porozów.

## Historia
W XIX i w początkach XX w. położone były w Rosji, w guberni grodzieńskiej, w powiecie wołkowyskim, w gminie Tołoczmany.
W dwudziestoleciu międzywojennym leżały w Polsce, w województwie białostockim, w powiecie wołkowyskim, w gminie Izabelin. W 1921 miejscowość liczyła 70 mieszkańców, zamieszkałych w 29 budynkach, w tym 50 Białorusinów i 20 Polaków. 50 mieszkańców było wyznania prawosławnego i 20 rzymskokatolickiego.
Po II wojnie światowej w granicach Związku Sowieckiego. Od 1991 w niepodległej Białorusi.